# Nicola Zanelli
Nicola Zanelli (Castelnovo ne' Monti, 6 luglio 1963 – Albinea, 28 maggio 2025) è stato un generale italiano.
È stato tra il dicembre 2020 e il luglio 2021 vice comandante dell'Operazione Sostegno Risoluto della NATO in Afghanistan. In precedenza ha servito e comandato a lungo in incarichi operativi, soprattutto nelle forze speciali.

## Biografia
Cresciuto a Felina, piccolo borgo dell'Appennino reggiano, Zanelli si è formato all'Accademia Militare di Modena e Torino dal 1982 al 1986 e poi ha prestato inizialmente servizio presso il 9° Battaglione d'assalto dei paracadutisti Col Moschin a Livorno.
Nel 1993 ha comandato la 5ª compagnia del 187º Reggimento Paracadutisti “Folgore” durante l'operazione "Restore Hope" in Somalia, trovandosi anche impegnato nel combattimento avvenuto a Mogadiscio il 2 luglio 1993 al Check-point Pasta.
Ha servito come ufficiale di scambio nella 3ª Divisione dell'Esercito britannico e nel 2003 ha preso parte alla missione "Telic 1" in Iraq con l'esercito britannico.
Rientrato in Italia è stato nominato Vice Capo Operativo del Comando interforze per le operazioni delle forze speciali (COFS) di Roma-Centocelle, istituito dal Generale Marco Bertolini alla fine del 2004.
Da settembre 2006 a ottobre 2008 ha comandato il 9º Reggimento d'assalto paracadutisti "Col Moschin" a Livorno. Dopo un breve incarico presso lo Stato Maggiore dell'Esercito a Roma, alla fine del 2009 si è recato a Londra come addetto militare italiano, con accreditamento secondario in Irlanda e in Islanda, dove è stato promosso a Generale di brigata nel 2012.
Nel settembre 2013 assume il comando del neonato Comando delle Forze Speciali dell’Esercito, risultandone il 1º Comandante.
Con il grado di Generale di Divisione nel giugno 2016 è subentrato all'ammiraglio Giuseppe Cavo Dragone quale Comandante del COFS rimandandovi fino all'ottobre 2019 quando ha assunto la carica di Vice Comandante del Comando delle forze operative terrestri e Comando Operativo Esercito (COMFOTER/COE) a Roma.
Come Generale di Corpo d'Armata nel dicembre 2020 è stato nominato Vice comandante dell'operazione NATO Resolute Support in Afghanistan, incarico terminato nel luglio 2021.
Ha frequentato anche il Corso Superiore di Stato Maggiore presso la Scuola di Guerra di Civitavecchia e successivamente lo UK Joint Command & Staff Course a Shrivenham dove ha ottenuto un Master in Studi Militari conseguito al King's College di Londra.
Il generale Zanelli era sposato e aveva due figli e due figlie.
Colpito da una malattia incurabile, si è spento il 28 maggio 2025 presso l'Hospice di Montericco di Albinea.